# Eupithecia psiadiata
Eupithecia psiadiata är en fjärilsart som beskrevs av Townsend 1952. Eupithecia psiadiata ingår i släktet Eupithecia och familjen mätare. Inga underarter finns listade i Catalogue of Life.